# Lalleweer
Lalleweer is een buurtschap in de Groninger gemeente  Eemsdelta, die op een oude wierde ligt. De wierde bood plaats aan een voorwerk van het Grijzevrouwenklooster te Midwolda. Lalleweer maakte vanouds deel uit van het kerspel Borgsweer. Tot en met 1989 hoorde het bij de gemeente Termunten. Het ligt op ruim een kilometer van de Eems.
In 2010 bedroeg het inwonersaantal 19 en het aantal huizen 6.
In Lalleweer bevond zich een uithof of voorwerk van het Grijzevrouwenklooster, dat in 1441 wordt vermeld. In 1562 was het voorwerk nog functie, de lekenbroeders onderhielden een deel van de zeedijk. Het grondbezit werd geschat op 400 deimt (?). Na de Reductie werd het bezit opgesplitst en verpacht. In 1632 bestond het gehucht uit drie boerderijen met samen 360 grazen (ca. 145 hectare) land. Een andere naam voor Lalleweer was Gerxweer (1546).
Bij Lalleweer ligt de brug Kobeetjedraai, genoemd naar een brug over het Termunterzijldiep bij de boerderij van Hendrik Jans Kobeet (1761-1832). Eerder heette deze brug Perdockster til (1728), Perdokstil of Paradoxtil, sinds 1798 Perdoksklap, op enkele kaarten ook Paradoxtil. De naam gaat terug op de familienaam Paradox (1691), later verbasterd tot Perdok (1751), De wierde tegenover de boerderij dateert uit de middeleeuwen.

## Waterschap
Lalleweer was ook de naam van het in 1857 opgerichte, 434 ha grootte waterschap, dat in 1908 is opgegaan in het waterschap Oterdum. Waterstaatkundig gezien ligt het gebied sinds 2000 binnen dat van het waterschap Hunze en Aa's.